# 7人のOLが行く!
『7人のOLが行く!』（しちにんのオーエルがいく!）は、1994年から1995年までテレビ朝日系「土曜ワイド劇場」で放送されたテレビドラマシリーズ。全2回。

## キャスト
第1作「沖縄お見合いツアーに殺しの花が咲く!?」（1994年）
- 今井ちあき（OL） - とよた真帆
- 柿沢良美（ちあきの友人） - 水島かおり
- 岡本はつ江（外資系秘書課） - 高島礼子
- 林今日子（運送会社社員） - 土屋久美子
- 加藤ジュン（保険会社社員） - 森山祐子
- 渡辺妙子（信用金庫職員） - 重田千穂子
- 上谷由加里（上谷の妻） - 鈴鹿景子
- 佐々木翠（デパートの化粧品売り場従業員） - 宮沢美保
- ヒトシ（ちあきの同僚で恋人） - 松永博史
- 糸谷（嘉手納北警察署 刑事） - 桜金造
- 中城（ハブ捕り名人） - 山田吾一
- 上谷敏男（良美の同僚で不倫相手） - 夏夕介
- 比嘉（嘉手納北警察署 刑事） - 徳江長政
- 高柳八重子（高柳の妻） - 三條美紀
- 郷土料理屋の女将 - 宮里良子
- 高柳義一郎（車椅子の老人） - 仲谷昇
- 松本哲也（お見合いツアー添乗員） - 渡辺いっけい
- 比留間真（琉球村の陶芸コーナー従業員） - 杉本哲太
- 糸数清、高安常郎、島千代子、上間朝子、酒井義明

第2作「神秘の島バリ編 連続殺人の熱い夜!」（1995年）
- 相沢さくら（民芸品の輸入会社社員） - 伊藤かずえ
- 綿貫淳子（綿貫の妻） - 伊藤かずえ（二役）
- 前園亨（警視庁捜査一課 刑事） - 西村和彦
- 横山香織（出版社社員） - 河合美智子
- 佐野啓子（出版社社員） - 一色彩子
- 広瀬真弓（OL3人組） - 須藤真理子
- 望月杏子（OL3人組） - 吉野真弓
- 大森ゆかり（OL3人組） - 中島宏海
- 杉本治（旅行会社社員・綿貫の部下） - 大土井裕二
- 名奈橋正美（商社マン） - 小沢和義
- 北条かやの（前園が間借りしている家のオーナー） - 八木昌子
- 小田嶋文次（警視庁捜査一課 刑事） - 鶴田忍
- 綿貫功一（旅行会社社長） - 羽場裕一
- 馬場ルリ子（さくらの会社の先輩） - 黒田福美

## スタッフ
- 脚本 - 水橋文美江、岡崎由紀子
- 監督 - 五木田亮一、合月勇
- 技術協力 - テレニクス（1）、ビデオフォーカス（2）
- プロデュース - 田中芳之、佐藤涼一（1）、野木小四郎、千原博司
- 制作 - テレビ朝日、大映テレビ

- エンディングテーマ

- JAYWALK「真昼の夢の恋人たち」(メルダック) (1)
- 区麗情「地図にない明日」(ソニーレコード) (2)

## 放送日程
| 話数 | 放送日        | サブタイトル                         | 脚本       | 監督       |
| ---- | ------------- | ------------------------------------ | ---------- | ---------- |
| 1    | 1994年8月06日 | 沖縄お見合いツアーに殺しの花が咲く!? | 水橋文美江 | 五木田亮一 |
| 2    | 1995年8月19日 | 神秘の島バリ編 連続殺人の熱い夜!     | 岡崎由紀子 | 合月勇     |

| スタブアイコン | サブスタブ | この項目は、まだ閲覧者の調べものの参照としては役立たない、テレビ番組に関連した書きかけの項目です。この項目を加筆・訂正などしてくださる協力者を求めています（P:テレビ/PJ:放送または配信の番組）。 |